# Arnošt Fridrich II. Sasko-Hildburghausenský
Arnošt Fridrich II. Sasko-Hildburghausenský (17. prosince 1707, Hildburghausen – 13. srpna 1745, Hildburghausen) byl sasko-hildburghausenským vévodou.

## Mladý vévoda
Narodil se jako třetí, ale nejstarší přeživší syn vévody Arnošta Fridricha I. Sasko-Hildburghausenského a jeho manželky Žofie Albertiny z Erbachu. Když mu bylo šestnáct let, stal se v roce nástupcem svého otce. Po dobu pěti let, do jeho plnoletosti, vládla jeho matka, vévodkyně vdova, jeho jménem jako regentka.

## Vláda
V roce 1742 obdržel od bavorského kurfiřta Karla Teodora jako generálporučík pěší pluk. Později jej císař Karel VII. jmenoval proviantním generálem.
Arnošt Fridrich, vždy nemocný na těle i na mysli byl tváří v tvář problémům vévodství bezmocný. Mezitím se zadluženost vévodství stala tak vysokou, že celkové veřejné příjmy nepokrývaly ani úroky.
vévoda Arnošt Fridrich zemřel 13. srpna 1745 ve věku 37 let v rodném Hildburghausenu, zanechavši po sobě nezletilého syna.

## Manželství a potomci
19. června 1726 se jako osmnáctiletý ve Fürstenau oženil s o sedm let starší Karolínou Erbašsko-Fürstenauskou, se kterou měl čtyři děti:
- Arnošt Fridrich III. Sasko-Hildburghausenský (10. června 1727 – 23. září 1780), vévoda sasko-hildburghausenský,
⚭ 1749 Luisa Dánská (19. října 1726 – 8. srpna 1756)
⚭ 1757 Kristýna Žofie Šarlota Braniborsko-Bayreuthská (15. října 1733 – 8. října 1757)
⚭ 1758 Ernestina Sasko-Výmarská (4. ledna 1740 – 10. června 1786)
- Albrecht Fridrich August Sasko-Hildburghausenský (8. srpna 1728 – 14. června 1735)
- Evžen Sasko-Hildburghausenský (8. října 1730 – 4. prosince 1795), ⚭ 1778 Kristýna Žofie Karolína Sasko-Altenburská (4. prosince 1761 – 10. ledna 1790)
- Amálie Sasko-Hildburghausenská (21. července 1732 – 19. června 1799), ⚭ 1749 Ludvík Hohenlohe-Neuenstein-Oehringenský (23. května 1723 – 27. července 1805)